# Robert Hari
Robert Hari, né le 4 octobre 1922 à Nyon et mort le 2 janvier 1988 à Genève est un pédagogue et archéologue suisse.

## Biographie
Robert Hari accomplit ses études dans le canton de Vaud puis à Genève où il obtient une Licence en lettres en 1950.
Tout d'abord journaliste à « la Patrie Suisse », il devient suppléant dans l'enseignement primaire et secondaire dès 1950 au Collège Calvin, doyen en 1960, puis directeur du Cycle d'orientation. Animant et pilotant une importante réforme, il favorise la démocratisation des études et contribue ainsi à réaliser l'œuvre d'André Chavanne, qui dirigea pendant 24 ans le département de l'instruction publique. Parallèlement à cette activité pédagogique, Robert Hari va mener une carrière d'égyptologue : après avoir soutenu sa thèse en 1964, il effectue des recherches dans les musées de Turin et de Leyde, puis sur le terrain en Moyenne et Haute-Égypte.
En 1977 il succède à Charles Maystre à la chaire d'égyptologie de l'université de Genève. Membre de nombreuses sociétés savantes et auteur de monographies, il crée les éditions Belles Lettres, fonde la revue Ægyptiaca Helvetica et la société d'égyptologie de Genève. Nommé professeur honoraire en 1987, il meurt en 1988.